# Bosra
Bosra (arabsko بصرى الشام - Busra aš-Šam) je južno sirsko mesto. Leži okoli 150 km južno od Damaska, nedaleč od meje z Jordanijo. Administrativno pripada okrožju Daraa v guverniji Daraa, ki je geografsko del regije Hauran.
Po podatkih Sirskega statističnega urada (CBS) je po popisu leta 2004 v mestu živelo 19.683 prebivalcev. Prebivalci so pretežno sunitski muslimani, v mestu pa je tudi majhna muslimanska skupnost Shia.
Bosra ima staro zgodovino in je bila v rimski dobi uspešna deželna prestolnica in metropolitanska nadškofija pod nadzorom vzhodnega pravoslavnega patriarhata Antiohije in celotnega vzhoda. Administrativno pomembna je bila tudi v islamski dobi, vendar je v času osmanske dobe postajala manj pomembna. Bila je tudi latinsko katoliška naslovna nadškofija in sedež škofije Melkite katoliške arheparhije. Danes je to glavno arheološko najdišče, ki ga je UNESCO razglasil za območje svetovne dediščine.

## Zgodovina
Bosra je pod imenom Busrana prvič omenjena v zapisu egipčanskega faraona Tutmozisa III. že v 14. stoletju pr. n. št. V času osvajanj Aleksandra Velikega in po njegovi smrti so jo nadzorovali Selevkidi. Nabatejci so jo zasedli v 1. stoletju pr. n. št. in v 1. stoletju je postala prestolnica njihovega kraljestva. 
Kmalu zatem, leta 106, jo je zavzel Trajanov general Cornelius Palma. Rimljani so jo preimenovali Nova Traiana Bostra, v njej naselili tretjo cirenajško legijo in jo določili za upravno središče province Arabia Petraea. Skozi njo je stekla novozgrajena rimska cesta med Damaskom in Akabo ob Rdečem morju (Via Nova Traiana), ki se je križala z že prej obstoječo potjo med Sredozemljem na zahodu in Mezopotamijo na vzhodu. Rimljani so v okolici zgradili še namakalne sisteme in s tem omogočili razcvet mesta. Ko je domačin Filip Arabec leta 244 postal rimski cesar, je Bosro povzdignil v status metropolis in ustanovil kovnico, kjer so kovali kovance z njegovo podobo. 
V bizantinskem obdobju je bila Bosra pomembno središče krščanstva, postala je sedež najprej škofije in zatem še nadškofije. V 6. stoletju so zgradili največjo stolnico v regiji. Po legendi naj bi mesto v tistem obdobju nekajkrat prečkal tudi Mohamed, ki je takrat še vodil stričeve trgovske karavane med Meko in Damaskom. Tam se je z nestorijanskim menihom Bahirom zapletel v več teoloških razprav in ta naj bi spoznal Mohamedovo inteligenco in mu napovedal, da bo postal prerok. Te razprave naj bi celo vplivale na nastanek Korana. Muslimani, ki verujejo, da je Mohamed Koran le dobesedno zapisal po božjem nareku, zadnji del te domneve seveda odločno zavračajo. 
Leta 632 so mesto osvojili Arabci. V 12. stoletju so ga dvakrat neuspešno napadli križarji. Mesto je še vedno cvetelo kot ena od postaj na romarski poti v Meko in romarji so zaradi legende o Mohamedu pogosto ostajali v njem tudi po ves teden. V času Osmanskega cesarstva se je romarska pot zaradi večje varnosti preselila nekoliko zahodneje po poti skozi Dero (kjer še danes poteka glavna cestna povezava med Damaskom in Amanom) in Bosra je postala malone zapuščena. Leta 1860 se je v njej naselilo precejšnje število druzov z bližnje Gore druzov.

### Sodobnost
Danes je Bosra glavno arheološko najdišče, ki vsebuje ruševine iz rimskih, bizantinskih in muslimanskih časov, glavna značilnost pa je ohranjeno rimsko gledališče. Vsako leto v njem gostuje nacionalni glasbeni festival.
Pomembne družbene in gospodarske spremembe so prizadele Bosro od konca francoskega mandata leta 1946. Medtem ko so bili do petdesetih let dvajsetega stoletja trgovci Bosra iz Damaska, je od takrat večina lastnikov trgovin prebivalcev mesta. V poznem osmanskem obdobju in francoskem mandatnem obdobju je obstajalo razmerje med majhnim lastnikom zemljišč in delničarji, saj so dale kmetijske reforme v poznih 1950-ih in 1960-ih ustrezno razmerja med lastniki zemljišč in plačnimi delavci. Mnogi prebivalci Bosre so našli zaposlitev v državah Perzijskega zaliva in Savdovi Arabiji in v Bosro pošiljali prihodke svojim sorodnikom. Socialne spremembe, skupaj s povečanim dostopom do izobraževanja so, po mnenju zgodovinarke Hanne Batatu, v veliki meri zmanjšale tradicionalno življenje.
Med predsedovanjem Hafeza al Asada (1970-2000) so bile Bosra in okoliške vasice v glavnem zunaj vladnega vmešavanja in so večinoma politično prevladovali člani uglednega klana al-Miqdad, ki so služili kot posredniki med prebivalci mesta in guvernerjem Darae ter sekretarjem podružnice stranke Ba'ath.
14. oktobra 2012 je prišlo do intenzivnega obstreljevanja vladnih sil, ki so bile nameščene na kontrolnih točkah ob glavni cesti po mestu. 13.novembra 2012 so na vzhodni strani mesta poročali o hudih bojih. Do januarja 2013, po 22 mesecih konflikta med sirsko državljansko vojno, so nekateri begunci, ki so bežali iz Bosre, govorili o stalno naraščajočem nasilju . 15. januarja 2013 je bilo sporočeno, da je vojska uporabljala citadelo za bazo. Od začetka februarja 2014 je bilo mesto pod nadzorom sirske vojske. Vendar pa je 31. januarja 2015 vojska v 5. diviziji naletela na kontingent upornikov blizu znamenitega rimskega amfiteatra - med skupinami so se vneli ostri boji. 1. februarja 2015 so sile vojske granatirale območja v vzhodni četrti mesta . 25. marca 2015 so sirski uporniki prevzeli mesto, ki so po štirih dneh intenzivnega boja izgnali sirske vojake in zavezniške milice. 

## Cerkvena zgodovina
Kot prestolnica rimske province Arabia Petraea je bila Bostra njena metropolitanska nadškofija pod nadzorom Vzhodnega pravoslavnega patriarhata Antiohije in celotnega vzhoda [18]. Kasneje je postala latinska naslovna škofija. Latinsko apostolsko dedovanje se je končalo, toda mesto je postalo enakovredno Melkitni katoliški arhepahriji Bosre-Haurana, ki ima Marijino stolnico v mestu Khabab.

### Naslovna nadškofija
Latinska nadškofija je bila v 18. stoletju nominalno obnovljena kot latinska metropolitanska naslovna nadškofija.

## Znamenitosti
Danes največja mestna znamenitost je polkrožno rimsko gledališče iz 2. stoletja, ki velja za najbolje ohranjeno rimsko gledališče na svetu. Sprejelo je lahko do 15.000 gledalcev. Njegova posebnost je tudi v tem, da celotno gledališče stoji prosto in ni vkopano v pobočje hriba, kot je bilo v tistem času običajno za grško gledališče.
Gledališče je v celoti obkroženo z arabsko utrdbo - citadelo. Prve zidove so postavili v času Omajadov in Abasidov, v 11. stoletju so jih Fatimidi še dodatno utrdili. Po neuspelih križarskih napadih v letih 1140 in 1183 so Ajubidi med letoma 1205 in 1251 zgradili današnjo utrdbo z osmimi stolpi, povezanimi z debelimi zidovi.
Severno od citadele ležijo ostanki rimskega mesta, ki so bili dolgo zakopani pod sodobnejšim mestom in šele v zadnjem času so območje pričeli odkopavati in ne najbolj posrečeno obnavljati. Odkopani so ostanki ulice, kolonada, javnega kopališča, tržnice, več mestnih vrat, nimfeja (javnega vodnjaka), tetrapilona, itd. Vzhodni del ostankov se zaključuje z nabatejskim lokom, ki naj bi bil zahodni vhod še neodkopane nabatejske palače. 
Severno od ruševin stoji še vedno delujoča mošeja Al-Omari, ki naj bi jo dal zgraditi kalif Omar kmalu po njegovi osvojitvi Sirije leta 636. Če to drži, gre za eno najstarejših mošej na svetu. Zgodovinarji trdijo, da v celoti ustreza merilom ajubidskih mošej iz 12. in 13. stoletja. Vzhodno od mošeje stoji samostan, najverjetneje iz 4. stoletja, kjer naj bi se srečevala Bahira in Mohamed. Zraven samostana stojijo ostanki stolnice, ki velja za enega prvih in ne najuspešnejših poskusov zgraditi okroglo kupolo na kvadratni bazi. Justinijan I. naj bi to cerkev uporabil kot model pri gradnji cerkva v Konstantinoplu in Ravenni.
V bližini so most Kharaba in most Gemarrin, oba rimska mostova.